# Sant Quintí
|  | Per a altres significats, vegeu «Sant Quintí (desambiguació)». |

Sant Quintí (mort ca. 287), va ser un cristià romà, mort màrtir i venerat com a sant en certes sectes cristianes. No es coneixen gaires detalls sobre la seva vida; s'afirma que era el fill d'un senador romà anomenat Zenó i que fou martiritzat a la Gàl·lia, on va viatjar com a missioner en companyia de sant Llucià de Beauvais.
Quintí (en llatí, Quintinus) es va establir a Amiens, on hauria realitzat múltiples miracles. Degut a les seves activitats com a predicador, fou detingut pel prefecte romà Rictiovarus, posteriorment torturat i finalment conduït a Augusta Veromandourum (actualment Saint-Quentin). Allà va romandre en una presó, on fou decapitat i tirat al riu Somme. Les seves restes foren recuperades pels cristians.
El seu dies natalis se celebra el 31 d'octubre i dins del catolicisme és el patró dels serrallers.

## Hagiografia
Les versions més antigues dels relats de la passio (passió o martiri) i de la inventio (descobriment del cos) que han perviscut, han estat redactades entre mitjans del segle vii i el començament del segle viii. Una és del bisbe de Tours, Gregori, dins del seu llibre sobre els màrtirs (In glòria martyrum), escrit abans de la fi del segle vi. Aquest dona un resum de la inventio.
Sembla probable l'existència d'un text anterior, perdut. Aquests relats són plens de tòpics hagiogràfics que han conduït a posar en dubte el seu valor històric. De totes maneres, l'arqueologia ha acabat de confirmar l'antiguitat del culte a Sant Quintí.

### Passió i martiri
Quintí hauria estat el fill del senador Zenó. Viatja de Roma a Amiens, on predica. El seu renom atreu el prefecte Rictiovarus. Llavors, és torturat, però es nega a abjurar la seva fe. El prefecte decideix portar-lo a Reims, la capital de la belgique, per fer-lo jutjar. Però pel camí, a l'arribar a una ciutat dita Augusta Viromanduorum (actual Saint-Quentin), Quintí, escapa miraculosament i torna a la seva predicació. Rictiovarus decideix llavors acabar: Quintí és torturat de nou i després decapitat. El seu cos és llançat pels soldats romans als aiguamolls que envolten el Somme, en el major secret.

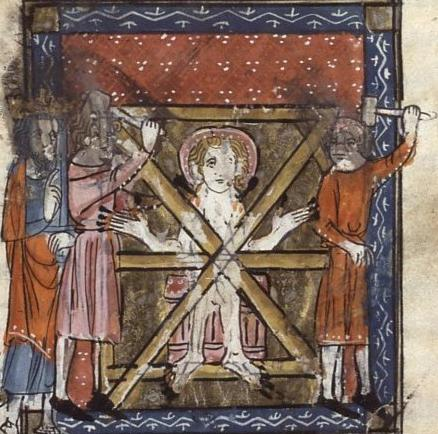
Martiri de Sant Quintí, miniatura del s. XIV
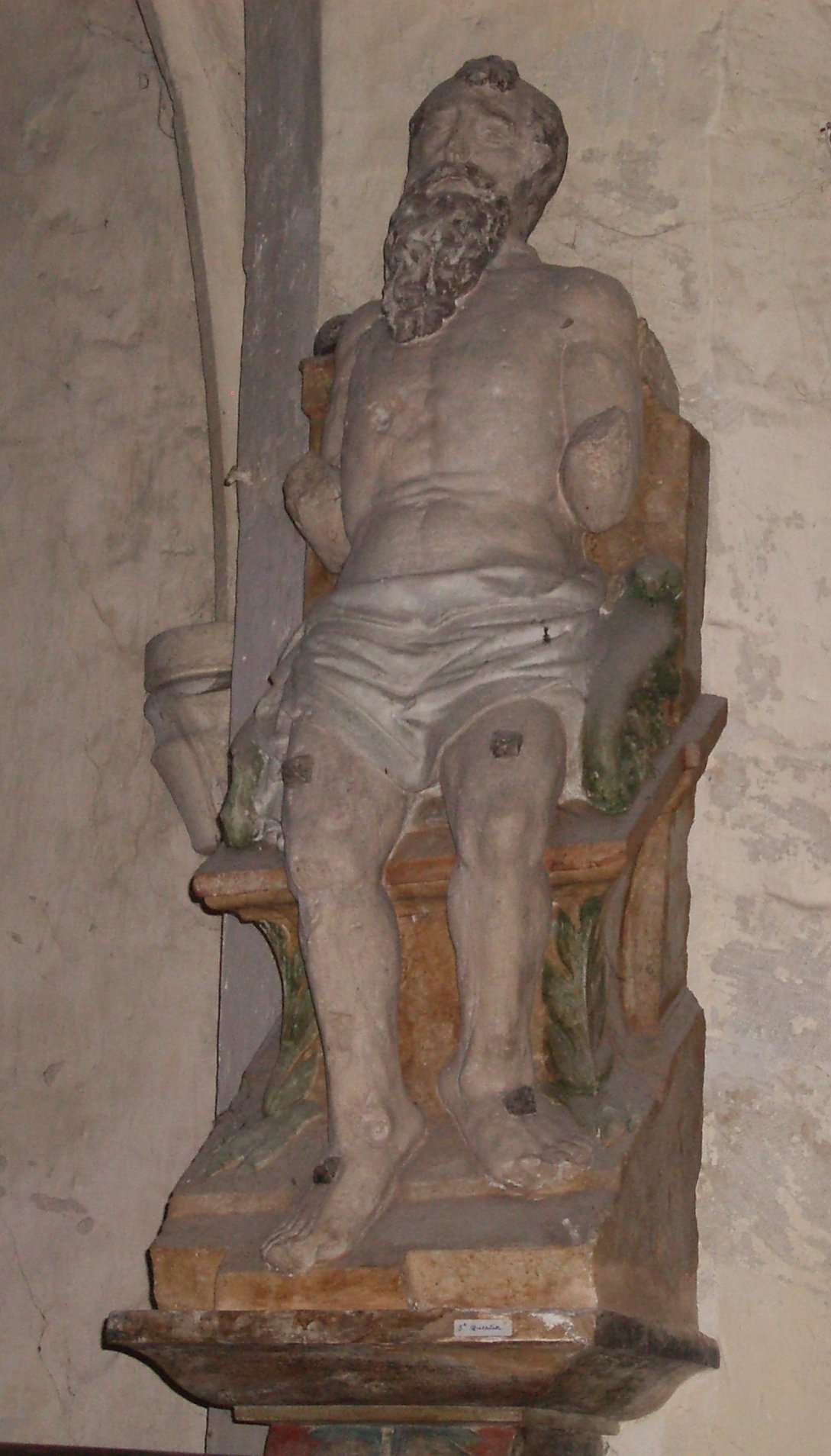
Escultura a Giverny (Eure)
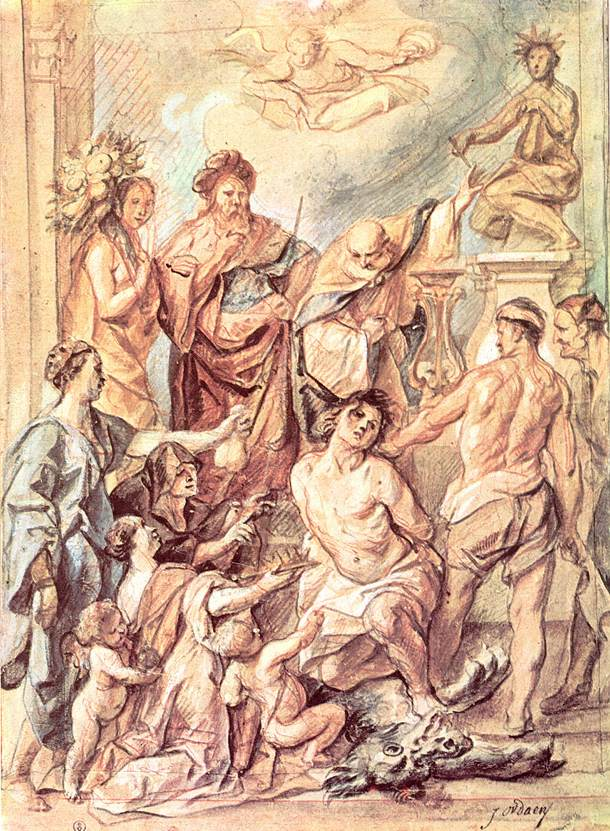
Martiri del sant, dibuix de Jacob Jordaens, 1650 (Torí, Biblioteca nazionale)
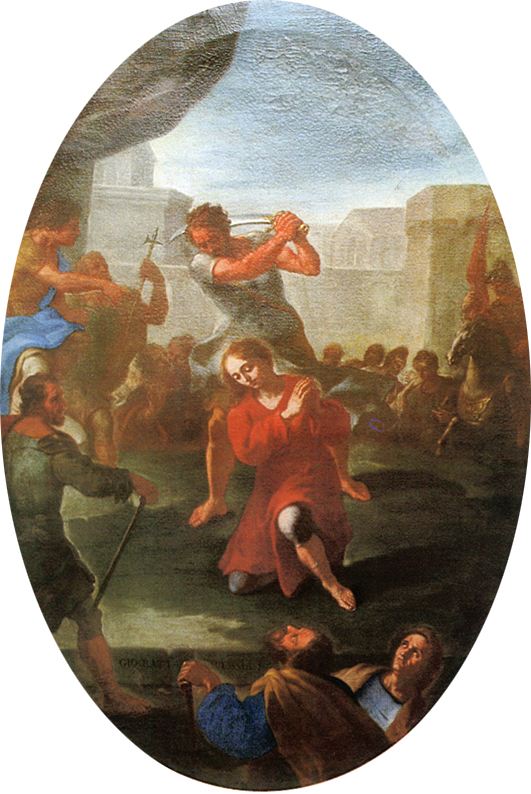
Pintura de Gian Battista Lama, 1740 (S. Quintino ad Alliste)

### PrimeraInventio
Segons l'inventio, fou cinquanta-cinc anys més tard quan l'Eusèbia, una rica cega, que vingué de Roma a causa d'un somni, va a Augusta Viromanduorum per trobar les despulles de Quintí. L'indret exacte era desconegut, però en resposta a les seves pregàries, Eusèbia és guiada cap a l'indret correcte, on el cos i el cap del màrtir ressorgeixen de les aigües, miraculosament intactes.
En el moment de la transferència del cos, que Eusèbia volia fer enterrar a Vermand, els bous que el transporten s'haurien parat dalt d'un pujol prop d'Augusta Viromanduorum. Interpretant aquest senyal com la manifestació una voluntat superior, Eusèbia feu enterrar Quintí en aquest indret; construí una capella i recobrà la vista. L'edifici, ampliat successivament, és l'origen de l'actual basílica de la ciutat de Saint-Quentin, un dels més vastos edificis gòtics francesos.

### Segonainventio
La vida de Sant Eloi (principalment escrita al segle VII) diu que l'emplaçament exacte de la tomba havia estat oblidat i que el bisbe, després de diversos dies d'escorcoll a l'església, troba finalment la tomba d'una manera miraculosa. Quan l'obre, el cel nocturn és il·luminat per una gran llum i una agradable «olor de santedat» s'escampa a l'església. Aquesta segona inventio s'hauria produït al 641.
Les recerques arqueològiques recents ensenyen que aquest relat és àmpliament fals, ja que l'emplaçament de la tomba era present, dins de l'església, per un monument de fusta, des de mitjans del segle iv.

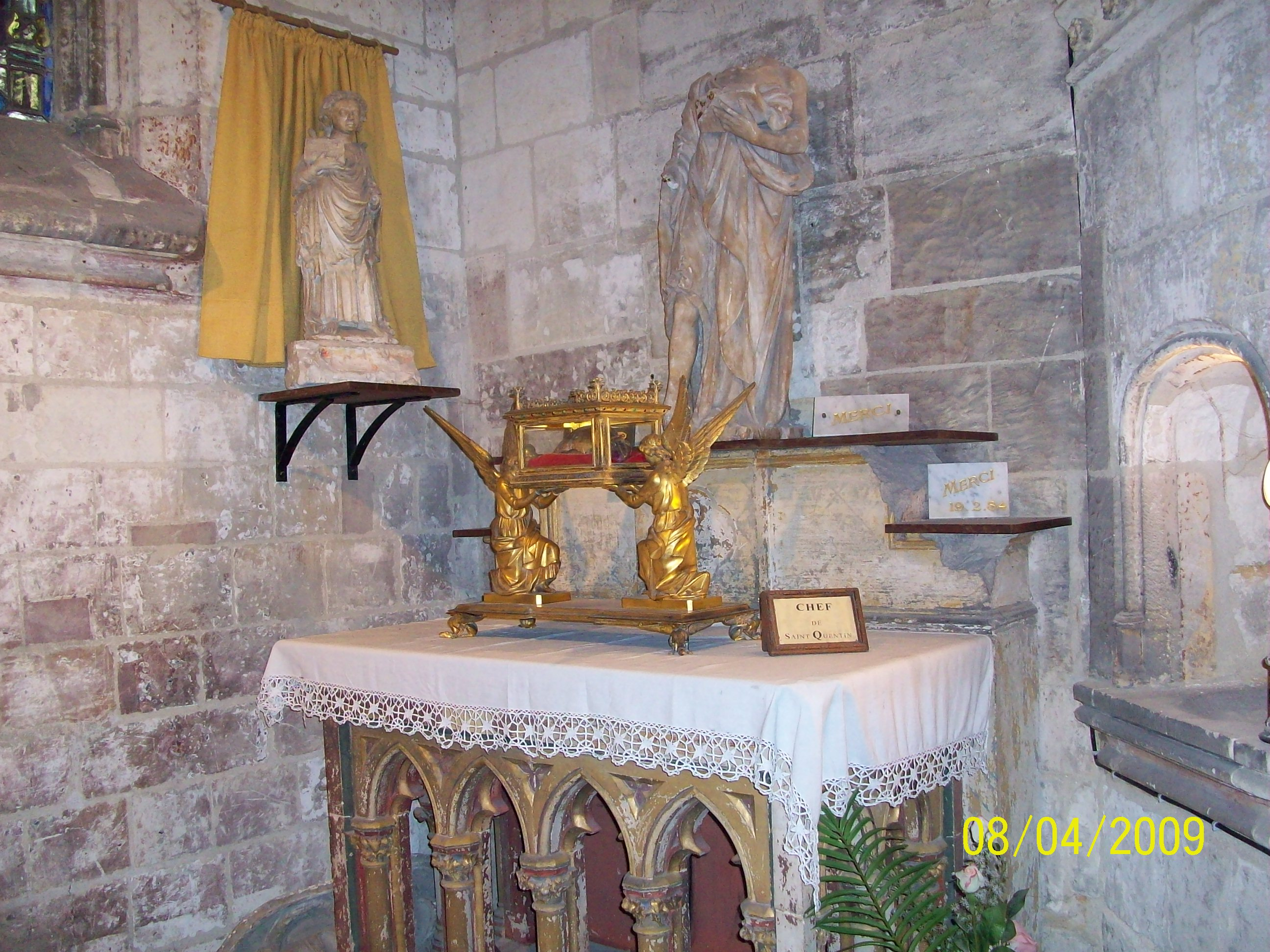
Reliquiari del crani del sant a la basílica de Saint-Quentin
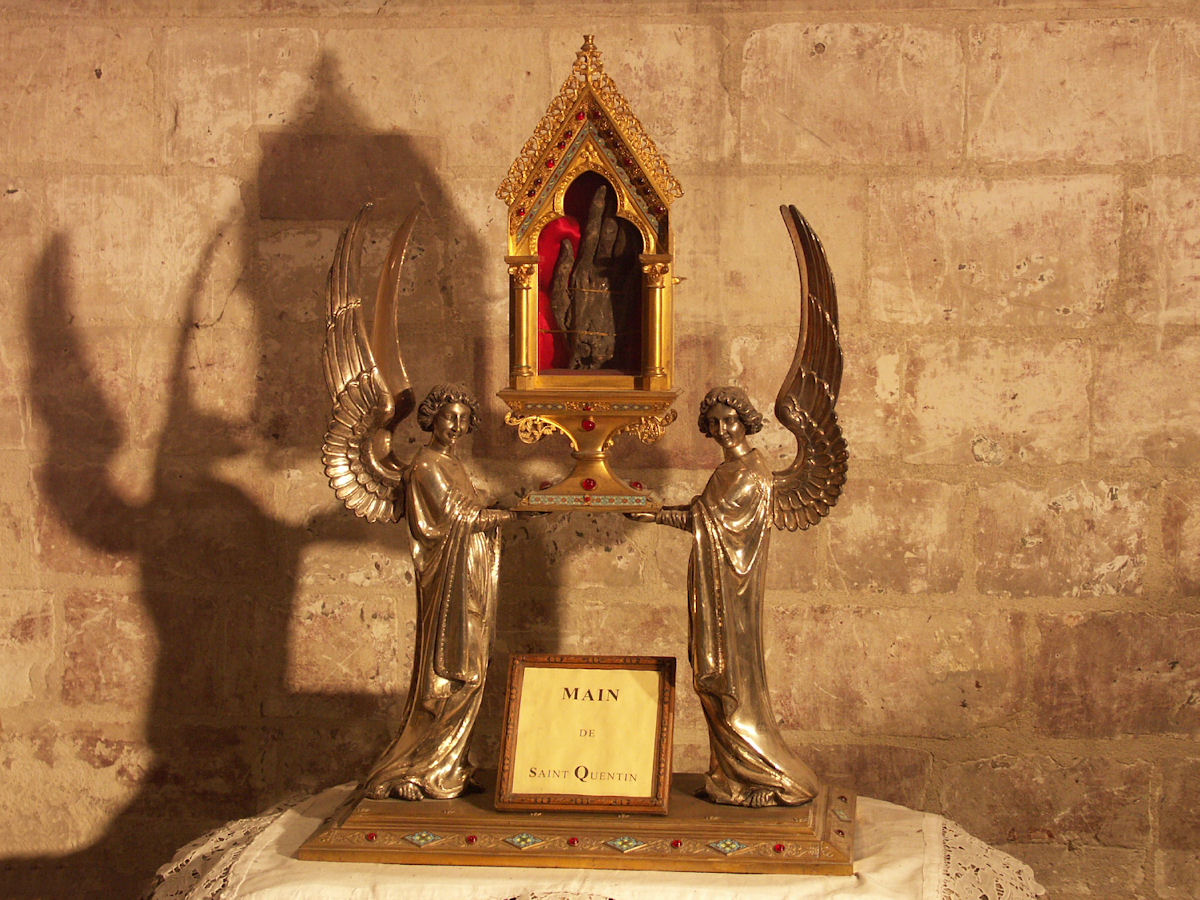
Reliquiari de la mà a Saint-Quentin
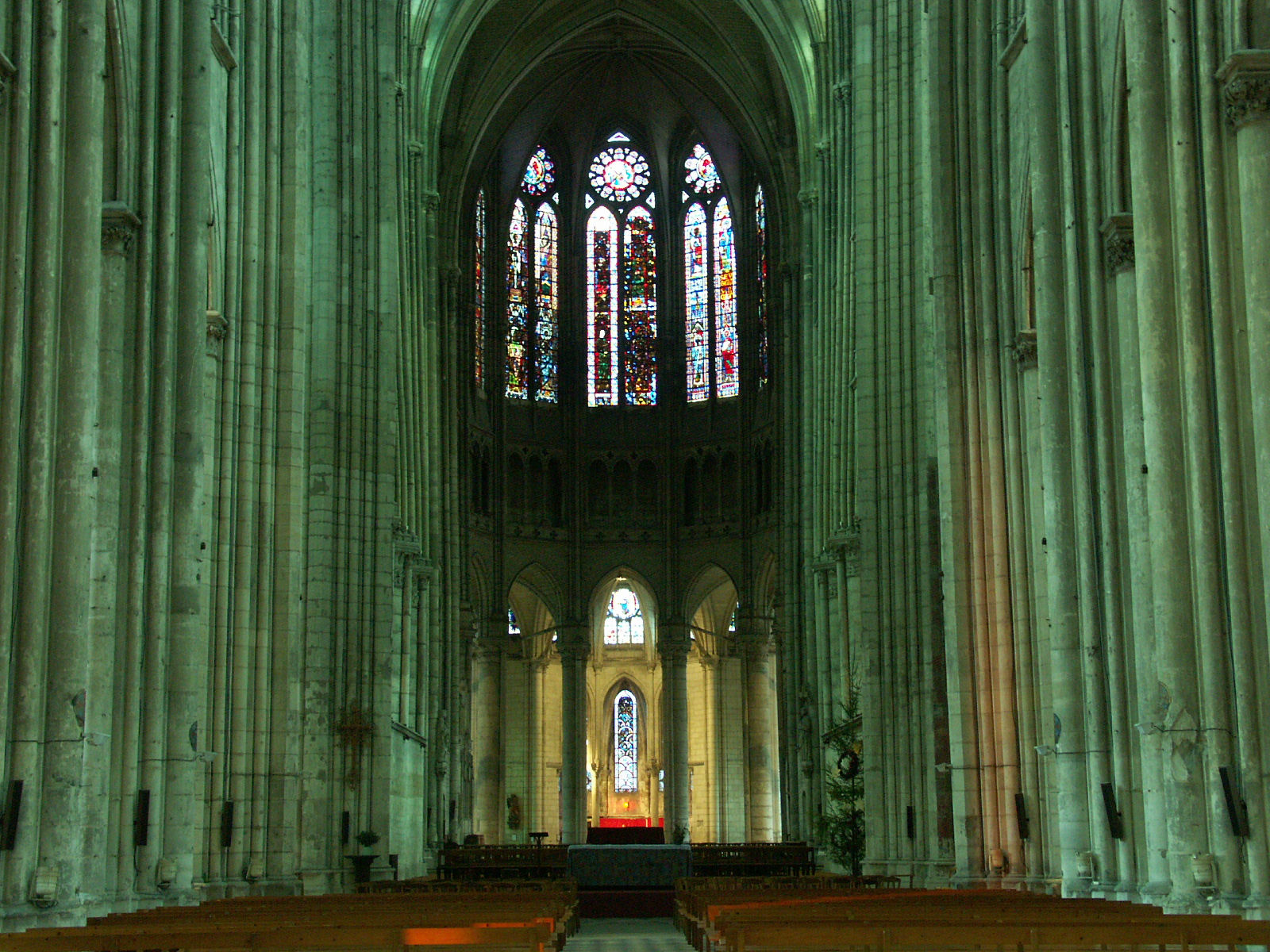
Basílica de Saint-Quentin
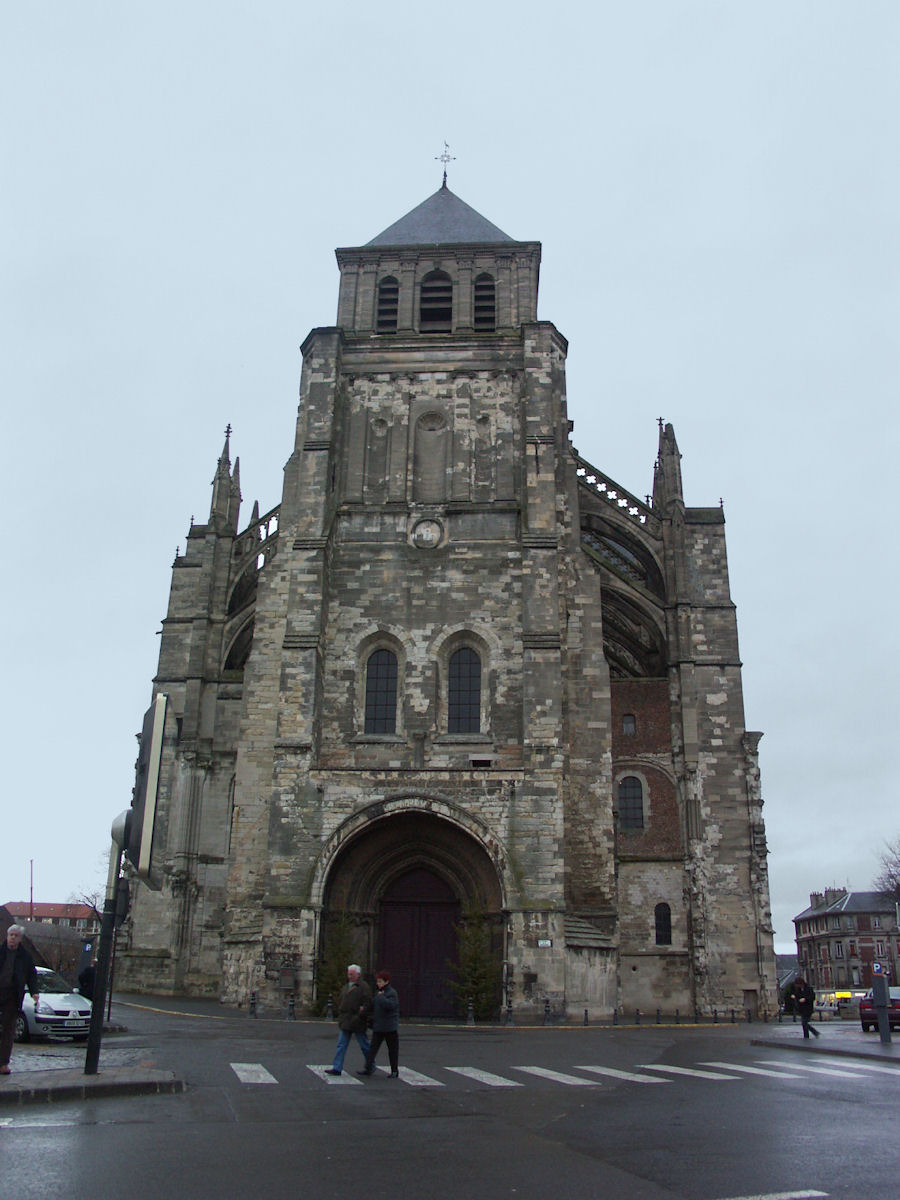
Basílica de Saint-Quentin

## Culte
El culte a sant Quentin ha estat important en el transcurs de l'Edat Mitjana, en particular al Nord de França.
Això es veu clarament en el cicle hagiogràfic elaborat al voltant del perseguidor Rictiovarus (cf "el cicle de Rictiovar" definit per Camille Jullian), que és visiblement desmarcat del corpus hagiogràfic de Sant Quintí. En efecte, els hagiògrafs de l'alta Edat Mitjana que redactaren les vides de sants, suposats contemporanis Crispí i Crispinià, Valeri i Rufí de Bazoches (Aisne), Fuscià, Victoric i Gencià de Sains-en-Amiénois (Ordena), santa Macra de Fismes (Aisne) i del nen Just de Saint-Just-en-Chaussée (Oise), s'han referit al text en relació amb Sant Quintí. Tot això demostra el gran renom d'aquest sant a l'escala regional del nord de França.
La tomba era un lloc de pelegrinatge important com a mínim des del segle vi. L'acció de sant Eloi el feu encara més cèlebre. El bisbe no només procedí a l'elevació de les relíquies, sinó que amplià l'església. Llavors, la difusió de la seva vida, que referia el descobriment «miraculós» de la tomba del màrtir, així com la del text hagiogràfic de sant Quintí, redactat cap a la mateixa època (segona meitat del segle VII o al començament del seguint) estengueren el renom del sant més enllà dels límits regionals. No és doncs sorprenent que l'església de Saint-Quentin fos altament afavorida pels reis carolingis, i després pels poderosos comtes de Vermandois, que van fer que fos un dels temples més rics de la Picardia.
El culte a Sant Quintí té tres celebracions principals: 31 d'octubre, martiri; 24 de juny, primera inventio; 3 de gener, segona inventio.